# Рафаэль, Жоаким
Рафаэль Жоаким (порт. Joaquim Rafael; 1783, Порту — 1864) — португальский художник, сценограф, скульптор, ученик Виейра Портуэнсе и преподаватель в классе рисунка в Лиссабонской Академии Изящных Искусств. Первый художник португальского двора. Расписывал церкви, например церковь святой Клара (Santa Clara), церковь всех Священнослужителей (Igreja dos Clérigos), церковь да Лапа, все в Порту. Ему принадлежит бюст Дона Жуау VI и Карлотты Жуакины, находящиеся сейчас во дворце Ажуда. Занимался погребальным искусством..